# 九芎坑
九芎坑，是臺灣嘉義縣梅山鄉的一個傳統地域名稱，位於該鄉西部三分之一地區的中央地帶。相較於今日行政區，其範圍大致包括永興村不含西南端、半天村西端及西南部、梅東村東南端凸出部分、梅南村南部中央南北狹長地區。

## 歷史
台灣日治初期，九芎坑地區為一（舊制）街庄，稱為「九芎坑庄」，隸屬於打貓東頂堡。該庄北與梅仔坑庄、圳頭庄為鄰，東與大半天藔庄為鄰，南邊為大草埔庄，西邊為過山庄。
1901年（日治明治三十四年）11月，全台設置二十廳，該庄隸屬於嘉義廳。1904年（明治三十七年）2月，該庄編入「梅仔坑區」，隸屬於嘉義廳。1909年（明治四十二年）10月，合併二十廳為十二廳，梅仔坑區仍隸屬於嘉義廳。1920年（大正九年），廢十二廳改設五州二廳，該庄改制為「九芎坑」大字，隸屬於臺南州嘉義郡小梅庄（新制街庄）。
戰後小梅庄改制為小梅鄉，隸屬於臺南縣，大字亦改制為村。1946年（民國35年）6月21日，小梅鄉改名梅山鄉。1950年（民國39年）10月，雲、嘉、南分治，梅山鄉改隸屬於嘉義縣。

## 聚落
本地區發展較早的聚落有九芎坑、下坑等，在日治期初期的官方地圖上已有記載。此外，本地區尚有山豬陷、蛇仔籠等聚落。

## 交通
省道台3線俗稱「內山公路」，是臺北至屏東的幹道，經過本地區蛇仔籠、下坑等聚落。由該道路北行可前往梅山鄉梅山市區、雲林縣古坑鄉、斗六市、林內鄉、南投縣竹山鎮等地；南行可前往竹崎鄉、番路鄉西北部、中埔鄉、番路鄉南部、大埔鄉等地。
縣道162甲線是圳頭（實際起點在梅山）至太和的道路，全線皆在梅山鄉境內，經過本地區東北端邊界地帶。由該道路（大方向）西行可前往梅山市區，並止於縣道149號轉角路口，東行可前往科子林地區，並止於太和聚落西邊的縣道169號路口。
鄉道嘉114線是蛇仔巃至龍岩的道路。
鄉道嘉115線是隘寮至白樹腳的道路。
鄉道嘉116線是九芎坑至半天村的道路。